# Yago Alonso
Yago Yao Alonso-Fueyo Sako (Abiyán, Costa de Marfil, 19 de agosto de 1979), conocido como Yago, es un exfutbolista naturalizado ecuatoguineano, de origen español y marfileño, que jugaba como defensa.

## Trayectoria
Hijo de padre español y madre marfileña, a las seis horas de haber nacido ya estaba empadronado en España y, a los tres meses, su padre se lo llevó a la localidad asturiana de Celorio. Tras vivir en Madrid se instaló finalmente en Oviedo, donde comenzó a jugar al fútbol en la Unión Deportiva San Claudio. En 1997 se incorporó a la plantilla del Real Sporting de Gijón "B" y, un año más tarde, llegó a debutar en Segunda División con el Real Sporting de Gijón. En 2000, fue traspasado al R. C. Celta de Vigo, donde disputó treinta partidos en Primera División en dos temporadas, además de jugar la Copa de la UEFA.
Para la temporada 2002-03 fue cedido al R. C. Recreativo de Huelva, aunque sólo permaneció en el conjunto onubense durante la primera vuelta de la competición ya que terminó la campaña en el Real Oviedo, que acabó descendiendo a Segunda División B. En 2003, abandonó de nuevo el Celta en calidad de préstamo para recalar en el Sporting de Gijón. A su regreso al club vigués, sufrió una rotura del tendón rotuliano durante un encuentro ante el Real Valladolid C. F. que lo mantuvo alejado de los terrenos de juego durante dos años. Reapareció en un partido frente al R. C. Deportivo de La Coruña disputado el 19 de noviembre de 2006. En julio de 2007, fichó por el Cádiz C. F., donde vivió otro descenso a Segunda B, y un año después firmó un contrato con el Levante U. D.
En febrero de 2010, tras varios meses sin encontrar equipo, fue contratado por el Montañeros C. F. de la Segunda División B. Al finalizar la campaña se incorporó al Coruxo F. C., también de la categoría de bronce, donde militó durante cuatro temporadas. El 10 de julio de 2014 se anunció su fichaje por el Club Rápido de Bouzas.

## Selección nacional
Jugó un partido con la selección española sub-18 en el año 1998. En 2007, debido a que también posee la nacionalidad ecuatoguineana —su abuela materna es oriunda de la antigua Guinea Española—, debutó con la selección de Guinea Ecuatorial en un partido ante Camerún.

## Clubes
| Club                       | País   | Año       |
| -------------------------- | ------ | --------- |
| Real Sporting de Gijón "B" | España | 1997-1999 |
| Real Sporting de Gijón     | España | 1999-2000 |
| R. C. Celta de Vigo        | España | 2000-2002 |
| R. C. Recreativo de Huelva | España | 2002      |
| Real Oviedo                | España | 2003      |
| Real Sporting de Gijón     | España | 2003-2004 |
| R. C. Celta de Vigo        | España | 2004-2007 |
| Cádiz C. F.                | España | 2007-2008 |
| Levante U. D.              | España | 2008-2009 |
| Montañeros C. F.           | España | 2010      |
| Coruxo F. C.               | España | 2010-2014 |
| Club Rápido de Bouzas      | España | 2014-2015 |